# Tryphon punctatus
Tryphon punctatus är en stekelart som beskrevs av Dmitriy R. Kasparyan 1973. Tryphon punctatus ingår i släktet Tryphon och familjen brokparasitsteklar. Inga underarter finns listade i Catalogue of Life.